# Spitzmühle (Strausberg)
Spitzmühle ist ein Wohnplatz der Stadt Strausberg im Landkreis Märkisch-Oderland in Brandenburg.

## Geographische Lage
Der Wohnplatz liegt am westlichen Rand der Gemarkung von Strausberg. Er grenzt im Norden an den Fängersee und im Süden an Bötzsee. Es ist Teil des Landschaftsschutzgebietes Strausberger- und Blumenthaler Wald- und Seengebiet.

## Geschichte
Aus archäologischen Untersuchungen ist bekannt, dass vermutlich bereits im 7. Jahrhundert eine befestigte Siedlung bestand, die jedoch wohl nicht zu einem Slawischen Burgwall ausgebaut wurde. In Akten des Strausberger Rates aus dem 16. Jahrhundert war bereits ein Flurname Burgwall eingezeichnet.
Der Name geht jedoch auf eine Mühle zurück, die sich zwischen der Verbindung der beiden Seen befunden hat. Sie wurde erstmals am 6. Januar 1367 urkundlich im Besitz des Strausbergers Jacob Haßilsberg erwähnt und kann damit so auch als erste Erwähnung des Wohnplatzes gelten. Diese Mühle erschien 1788 im ersten Band der Statistisch-topographischen Beschreibung der Kurmark Brandenburg, der von August Heinrich von Borgstede herausgegeben wurde. Er beschrieb darin unter anderem Verlauf des Fredersdorfer Mühlenfließes und wies darauf hin, dass es nach dem Eintritt in den Fängersee, „aus selbigen die Spitzmühle vorbey, welche es treibt“ verlief. Anfang der 1930er Jahre soll es am Burgwall zum Abbau von Kies gekommen sein, der den Wall beschädigt haben soll. Das korrespondiert mit einem Bericht aus dem Jahr 1925. Darin wurde bemängelt, dass durch menschliche und natürliche Einflüsse der Burgwall bereits stark abgetragen war. Ein Teil des so entnommenen Sandes wurde dabei genutzt, um das Fundament für eine Gastwirtschaft zu errichten. Zu dieser Zeit war der Wall noch rund 51 m hoch und rund 13 bis 17 m breit.
Im 21. Jahrhundert wird der Wohnplatz von ca. 45 Bungalows dominiert, die von Strausberger Einwohnern zur Naherholung genutzt werden. Ein Bebauungsplan der Stadt Strausberg aus dem Jahr 2013 bemängelt, dass die „das Gebiet einst prägende inselartige Lage zwischen den Seen und an den Fließen ist für Besucher kaum noch erlebbar (sei), da die Grundstücke schwer einsehbar“ seien. Gleichzeitig hebt der Plan hervor, dass der „weit überwiegende Teil“ einen „gepflegten Eindruck“ mache.

## Kultur und Sehenswürdigkeiten
- Bodendenkmal „Am Burgwall“
- Fängersee und Bötzsee

## Wirtschaft und Infrastruktur
Im Ort befindet sich ein Tagungshotel.
Der Wohnplatz ist über die Altlandsberger Chaussee sowie den Spitzmühlenweg mit dem Stadtzentrum verbunden. Die nächste Haltestelle des ÖPNVs befindet sich mit dem Bahnhof Strausberg in rund drei Kilometern Entfernung.